# Droga R1 (Belgia)
Droga R1 lub Wewnętrzna Obwodnica Antwerpii (fla. Kleine Ring rond Antwerpen) – obwodnica belgijskiego miasta Antwerpia o parametrach autostrady.
Obwodnica łączy najważniejsze autostrady dochodzące do Antwerpii, jednocześnie pełniąc funkcję drogi tranzytowej.
W latach 2004–2005 przeprowadzono gruntowną przebudowę autostrady. Na całej długości jest ona drogą ośmiopasmową.

## Odcinki międzynarodowe
Przebieg drogi R1 pokrywa się z trasami europejskimi E19 oraz E34.
| Trasa europejska | Odcinek                                                                                                 |
| ---------------- | --- |
| E19              | Knooppunt Antwerpen-Noord (Échangeur d'Anvers-Nord) — Knooppunt Antwerpen-Zuid (Échangeur d'Anvers-Sud) |
| E34              | Knooppunt Antwerpen-Oost (Échangeur d'Anvers-Est) — Sint-Anna Linkeroever                               |